# Фрицький Ігор Олегович
Фрицький Ігор Олегович (20 листопада 1964, м. Київ) — український вчений-хімік, завідувач кафедри фізичної хімії Київського національного університету ім. Тараса Шевченка (з 2005), доктор хімічних наук (2003), професор (2005), член-кореспондент НАН України (2021). 

## Біографія
Народився 20 листопада 1964 року в м. Києві. Син українського вченого-юриста   О.Ф. Фрицького. Закінчив середню школу №179 м. Києва (1982 р.). Переможець Української республіканської (1980, 1981, 1982) та Всесоюзної (1982) хімічних олімпіад школярів.
У 1987 р. закінчив з відзнакою хімічний факультет Київського державного університету імені Тараса Шевченка, в тому ж році поступиів до аспірантури кафедри неорганічної хімії. Надалі вся його подальша наукова та педагогічна діяльність пов'язана з Київським національним університетом імені Тараса Шевченка: у 1987—1990 р. — аспірант, 1990—1995 рр. — асистент, 1995—1998 рр. та 2001—2004 рр. — доцент кафедри неорганічної хімії, 2004—2005 рр. — професор кафедри неорганічної хімії, з 2005 року — завідувач кафедри фізичної хімії.
У 1991—1993 рр. та 1994—1998 рр. — заступник декана хімічного факультету з міжнародних зв'язків.
У 1990 р. захистив кандидатську дисертацію «Синтез, будова і властивості координаційних сполук 3d-металів з оксимами пірувіламінокислот».
У 2003 р. захистив докторську дисертацію «Поліядерні координаційні сполуки перехідних металів з азотвмісними лігандами в моделюванні активних центрів металоферментів».
Неодноразово перебував на стажуваннях в університетах Лондона, Лідса (Велика Британія), Севільї (Іспанія), Геттінгена (ФРН), Вроцлава (Польща). У 1998—2001 рр. займався науково-дослідницькою роботою в університетах м. Майнц та м. Гейдельберг (ФРН). 

## Наукова й освітня діяльність
І.О. Фрицький є фахівцем у галузі супрамолекулярної, координаційної та біонеорганічної хімії.. Основні напрями його наукової діяльності включають:
- Дослідження фізико-хімічних закономірностей процесів супрамолекулярної самозбірки у розчинах, розробка принципів дизайну та конструювання «самозбірних» дискретних метало-супрамолекулярних архітектур і метал-органічних каркасів з оригінальними оптичними, магнітними, електрохімічними, сорбційними та каталітичними властивостями.
- Розробка та дослідження нових біоміметичних каталізаторів з алостеричним контролем активності та супрамолекулярних фотокаталітичних систем.
- Стабілізація нетрадиційно високих ступенів окиснення перехідних металів у складі макроциклічних сполук і клатрохелатів та встановлення впливу супрамолекулярних ефектів та екзо-координації на їх стійкість, редокс- та каталітичні властивості.
- Дослідження впливу нековалентних взаємодій на характеристики спінових переходів у координаційних сполуках та метал-органічних каркасах з метою створення мультифункціональних супрамолекулярних матеріалів на їх основі.

І. О. Фрицький є автором понад 550 наукових праць, у тому числі більше 230 статей, 6 монографій, 2 розділи монографій, 14 патентів та 4 навчальних посібника.
Під його керівництвом захищені 3 докторські та 18 кандидатських дисертацій. Він читає лекції з нормативного курсу «Фізична хімія» та спеціальні курси: «Біофізична хімія», «Хімічна ензимологія», «Магнетохімія», «Хімія металопротеїнів» для студентів та аспірантів хімічного факультету.
І. Фрицький є Головою спеціалізованої вченої ради Д 26.001.03 в Київському національному університеті імені Тараса Шевченка, неодноразово був Головою разових спеціалізованих вчених рад із захисту дисертацій на здобуття наукового ступеня «доктор філософії». Член Секції Науково-технічної ради МОН з питань формування та виконання державного замовлення на науково-технічну продукцію за пріоритетним напрямом розвитку науки і техніки «Нові речовини і матеріали». Є членом Наукової ради НАН України з проблеми «Неорганічна хімія», членом Координаційної ради Відділення хімії НАН України з проблеми "Наукові основи створення лікарських препаратів", членом науково-координаційної ради Секції хімічних і біологічних наук НАН України, представником України в Європейській федерації хімічних товариств по секції «Хімія в науках про життя». Член секції «Нові речовини і матеріали» Комітету з Національної премії України імені Бориса Патона. Є  членом редакційних колегій журналів «Теоретична та експериментальна хімія», «Український хімічний журнал», «Методи та об'єкти хімічного анализу», «Вісник Київського національного університету імені Тараса Шевченка. Хімія», міжнародного журналу «Bioinorganic Chemistry and Applications».
Фрицький І.О. співпрацює із провідними закордонними дослідницькими групами, регулярно виступає з науковими доповідями на міжнародних та національних конференціях і симпозіумах. Неодноразово одержував дослідницькі гранти від МОН України, ДФФД України, Європейського Союзу (РП7, Горизонт-2020), COST, НАТО, Німецького дослідницького товариства (DFG), Німецької служби академічного обміну (DAAD). Фрицький І.О. був керівником та учасником більш ніж 20 міжнародних науково-дослідницьких проєктів, які, зокрема, виконувалися згідно міжурядових Угод про науково-технічну співпрацю між Урядом України та Європейською комісією, Урядами Республіки Індія, Республіки Польща, ФРН та Румунії.

## Нагороди
- Державна премія України в галузі науки і техніки (2007) за цикл наукових праць «Супрамолекулярні координаційні сполуки»[9][10][11].
- Заслужений діяч науки і техніки України (2017).
- Лауреат Міжнародної премії імені Георга Форстера Фонду Александра фон Гумбольдта (ФРН) за видатні досягнення в галузі науки та освіти (2023)[12].